# Cinco Diablo
Cinco Diablo è il sesto album in studio del gruppo musicale statunitense Saliva, pubblicato nel 2008.

## Descrizione
Il disco è il più breve mai realizzato dal gruppo. Il primo singolo estratto è stato Family Reunion, messo in vendita su iTunes Store il 28 ottobre e poco dopo ritirato dal commercio.

## Tracce
1. Family Reunion - 3:39
2. My Own Worst Enemy (feat. Brent Smith) - 3:07
3. Best of Me - 3:48
4. How Could You? - 3:23
5. Hunt You Down - 3:36
6. Judgment Day - 4:34
7. Forever and a Day - 3:28
8. I'm Coming Back - 3:50
9. Southern Girls - 3:31
10. So Long - 4:46

### Tracce bonus
iTunes Store USA include insieme all'album completo anche un singolo inedito e non vendibile singolarmente.
1. Hit Me - 3:40